# Соляноколосник
Соляноколо́сник (лат. Halóstachys) — монотипный род растений семейства Амарантовые. Единственный вид — Halostachys belangeriana. Мелкий и средний кустарник. Галофит. Распространён на Балканах и на Кавказе, в Средней и Центральной Азии.
Содержит алкалоид галостахин, действующий на организм человека аналогично эфедрину.

## Описание
Halostachys belangeriana растёт как кустарник до высоты и ширины 1—3 метров. Стебли прямостоящие и сильно разветвлённые, старые стебли в основном голые. Молодые стебли сине-зелёные, мясистые, членистые. Супротивные листья мясистые, голые, согнуты к основанию и охватывают стебель (образуя таким образом узлы), с короткими треугольными чешуйчатыми листовыми пластинками.
Соцветия состоят из многочисленных супротивных боковых цилиндрических шипов 15—30×2—5 мм, на членистых цветоножках. Группы из трех обоеполых цветков сидят в пазухах ромбических или квадратных прицветников. Противоположные прицветники не связаны друг с другом. Яйцевидной формы с уменьшением к основанию обратнопирамидальный околоцветник состоит из трех сросшихся листочков околоцветника. Есть одна тычинка, выступающая из цветка. Овальная завязь имеет два рыльца. Фаза цветения и плодоношения длится с июля по ноябрь.
Плод прикрыт мясистым, несколько завышенным, трехглавым, блестящим околоцветником. Околоплодник пленочный. Прямостоящее семя является продолговатым и красно-коричневым, содержащим полукруглый эмбрион и обильный эндосперм (питательные вещества).

## Распространение
Площадь распространения Halostachys belangeriana простирается от Балканского полуострова, Кавказа (Россия, Армения, Восточная Турция), Передней Азии (север Ирана, Афганистана, Пакистана), Центральной Азии (Туркменистан, Монголия) до Синьцзяна и западного Ганьсу в Китае.
Растения являются галофитами и растут в солончаках, солёных и щелочных наносах, солёных канавах, в сухих руслах рек и вдоль берегов солёных озёр.

## Систематика
Род описан впервые в 1843 году Александром Ивановичем Шренком. Включал в себя три вида: Halostachys caspica, Halostachys nodulosa и Halostachys songarica. Название введено в 1838 году Карлом Антоновичем Мейером как Halostachys caspia, но без описания рода. В 1874 году вид Halostachys songarica был выбран в качестве лектотипа рода. Но в то же время в 1866 году Halostachys songarica и H. nodulosa были выделены в род Halopeplis Францем Унгерн-Штернбергом. Микко Пирайнен (Mikko Piirainen) в 2015 году предложил сохранить название Halostachys с одним видом Halostachys caspica (который является синонимом Halostachys belangeriana).
Сегодня род включает в себя только один вид — Halostachys belangeriana (Moq.) Botsch. Иногда также используется название Halostachys caspica. Самое раннее описание этого вида было сделано в 1771 году Петером Симоном Палласом как Salicornia caspica Pall., но это имя незаконно, так как Salicornia caspica L. существовал уже с 1753 года. Синонимы Halocnemum caspicum (Pall.) M.Bieb., Halostachys caspia (Pall.) C.A.Mey. (nom. inval.), Halostachys caspica (Pall.) C.A.Mey. ex Schrenk и Arthrocnemum caspicum (Pall.) Moq. (p.p., nom. confus.) основаны на этом нелегитимном имени.
Филогенетические исследования подтвердили, что Halostachys тесно связан с родом Сарсазан (Halocnemum).

## Синонимы
- H. caspica — Соляноколосник прикаспийский
- H. nodulosa
- H. occidentalis
- H. patagonica
- H. perfoliata
- H. ritteriana
- H. songarica

## Использование
Halostachys belangeriana растет в экстремальных экологических условиях и является хорошим кормовым растением, терпимым к содержанию солей в почве. Лучшее качество корма достигается во время фазы цветения. Экономически важными фитохимическими веществами являются флавоноиды с антимикробными и антиоксидантными свойствами.